# Mishima, Fukushima
Mishima (japanska: 三島町?, Mishima-machi) är en landskommun (köping) i Fukushima prefektur i Japan.  